# Бартоломео Назарі
 Бартоломео Назарі  (італ. Bartolomeo Nazari; 1693, Клузоне — 1758, Мілан), італійський художник, портретист. Венеційська школа.

## Життєпис
Народився в Клузоне неподалік міста Бергамо. Є відомості, що рано виявив художні здібності і почав опанування художнього фаху. За припущеннями, він та його родина могли бути знайомими з відомим художником Вітторе Гісланді, що дало підстави вважати, ніби і Бартоломео Назарі був його учнем.
Але більше підстав за навчання в Венеції в майстерні художника Анжело Тревізані (1669—1752), портретиста і митця історичного живопису. Перебування в Венеції матеріально підтримав меценат Вентура Фанцаго.

## Римський період
Анжело Тревізані мав також брата, більш обдарованого художника Франческо Тревізані (1656—1746), котрий працював в папському Римі. За прикладом декотрих учнів з Венеції, Бартоломео Назарі відбув у Рим, де влаштувався в майстерню Франческо Тревізані. Працював в Римі три роки, де вдосконалював власну майстерність.

## Мандрівний майстер
З 1724 року повернувся в Венецію. Через два роки 1726 став членом венеційської гільдії художників. Уславився як портретист венеційських дворян та оперних співаків та співачок, хоча його портрети не відрізнялись бароковою бравурністю, а тяжіли до інтимності рококо. Серед венценосних замовників венеційського художника — Карл VII (імператор Священної Римської імперії) та його родина. Аби створити цей портрет, художник прибув у місто Франкфурт на Майні. Відома і його подорож до Генуї, де він писав портрет генуезького дожа. На зворотньому шляху в місті Мілан художник помер.
Мав двох дітей, котрі допомагали батькові в його майстерні. Син Назаро Назарі теж був другорядним художником.

## Галерея

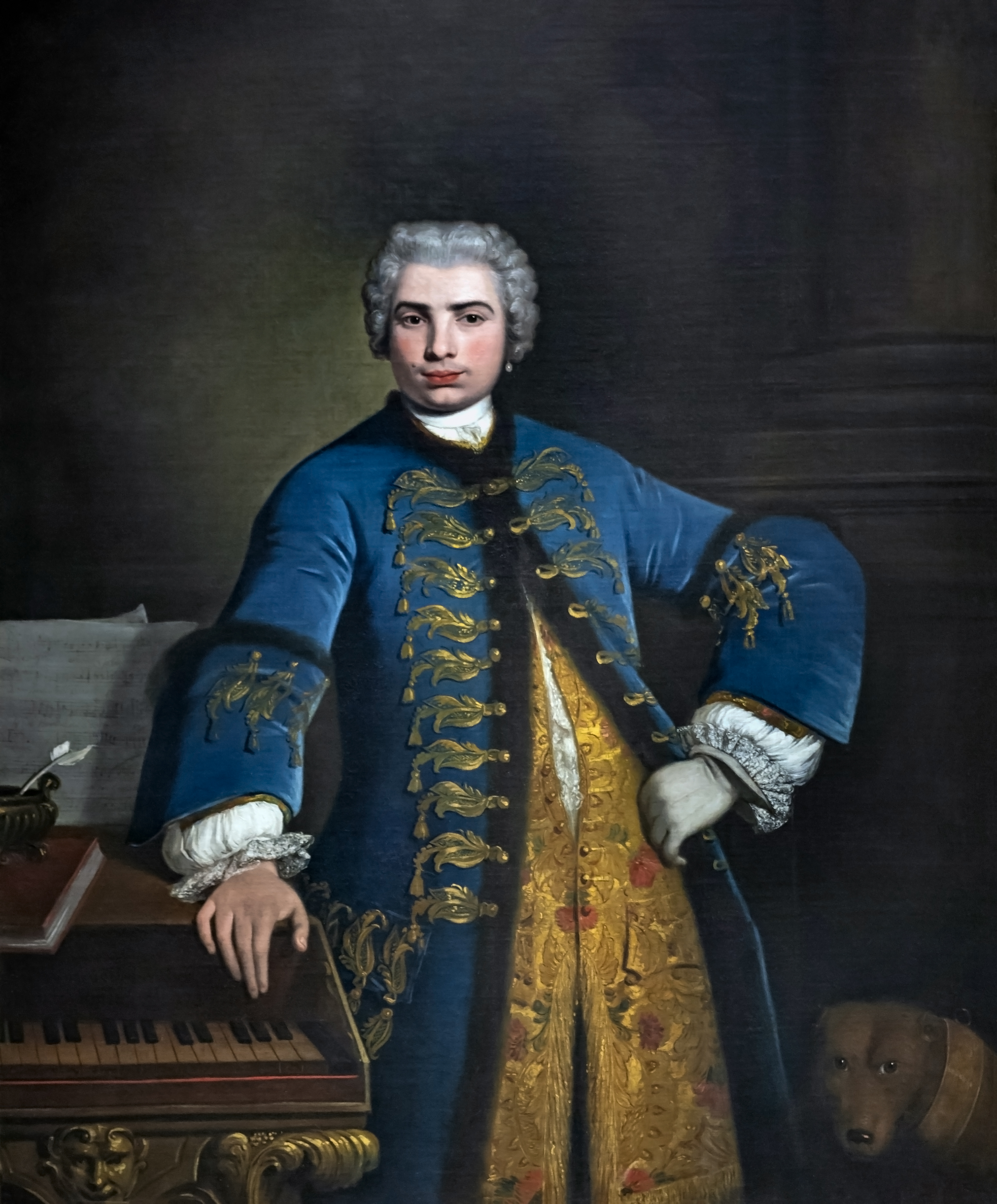
«Оперний співак Фарінеллі»

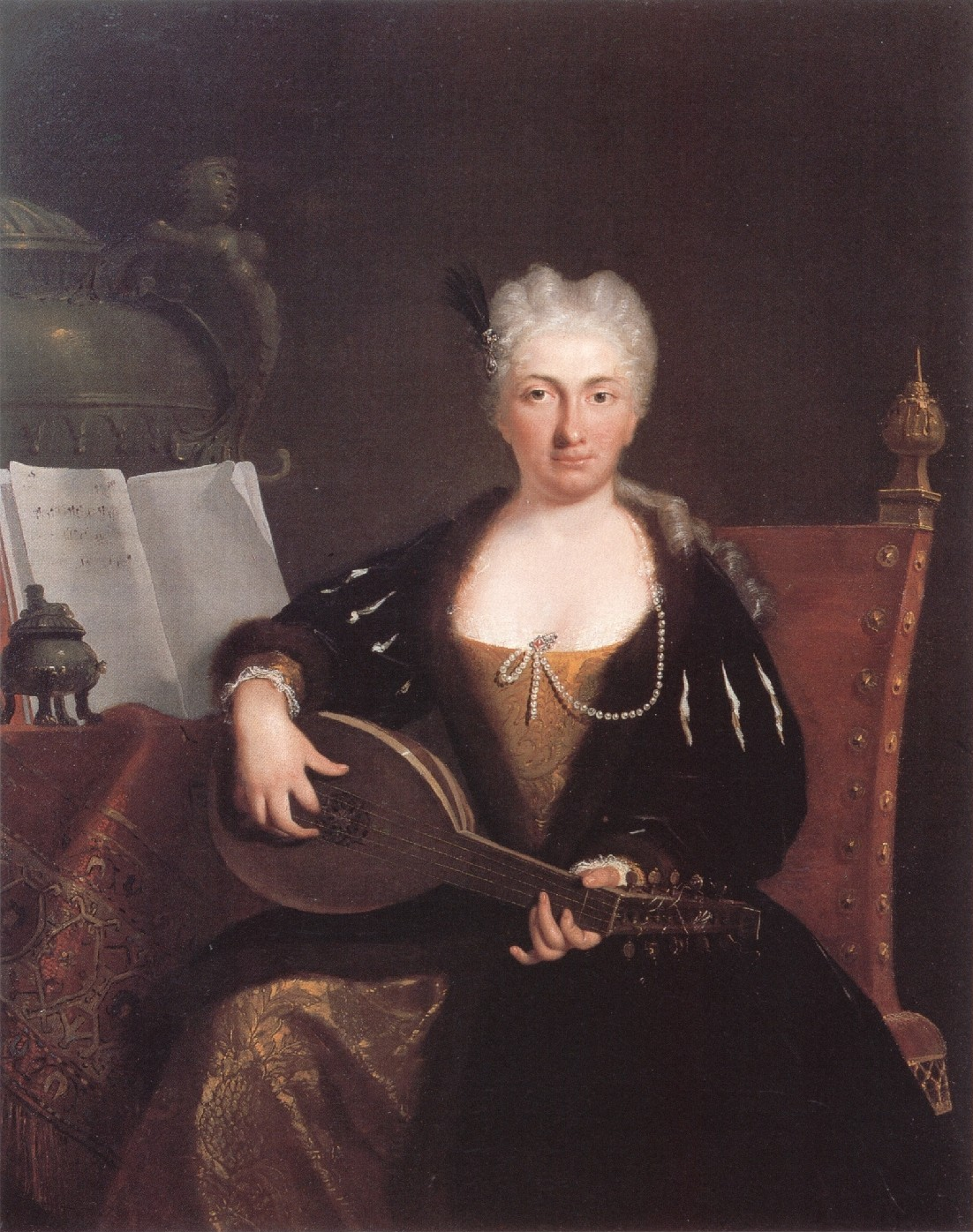
«Оперна співачка Фаустина Бордоні», Будинок музей композитора Генделя, Лондон.
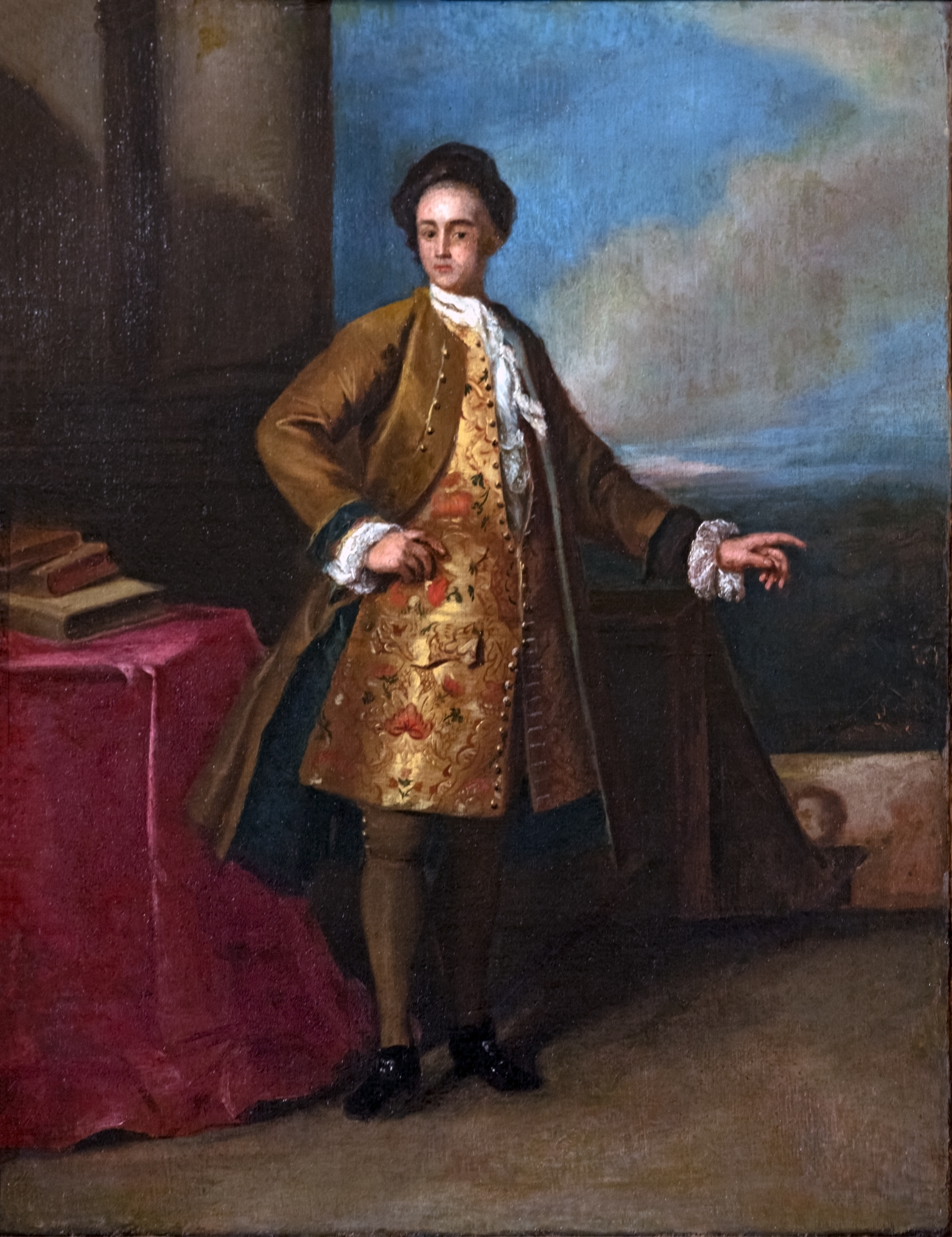
«Британський антиквар Семюел Егертон»
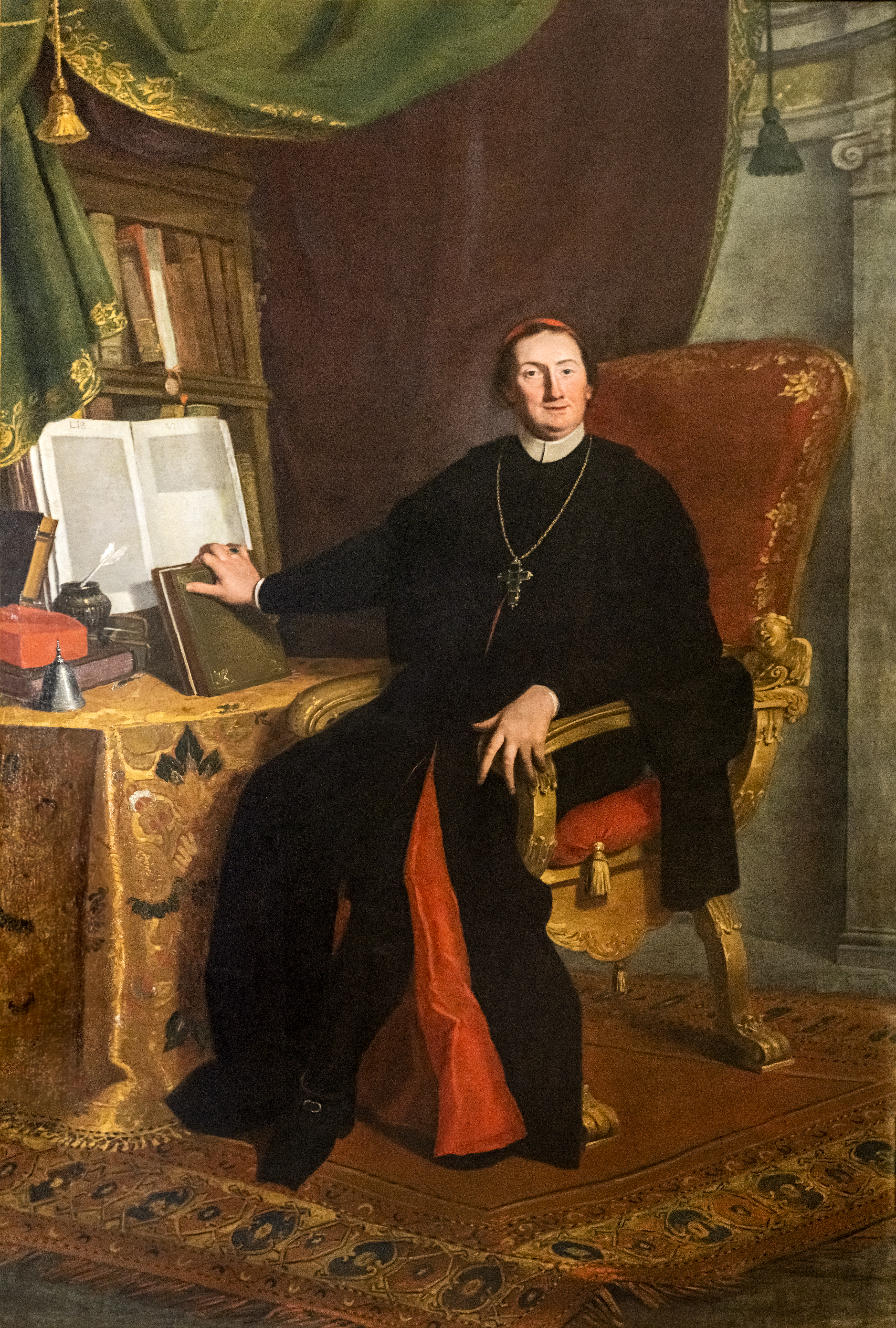
«Анжело Маріо Кверіні»
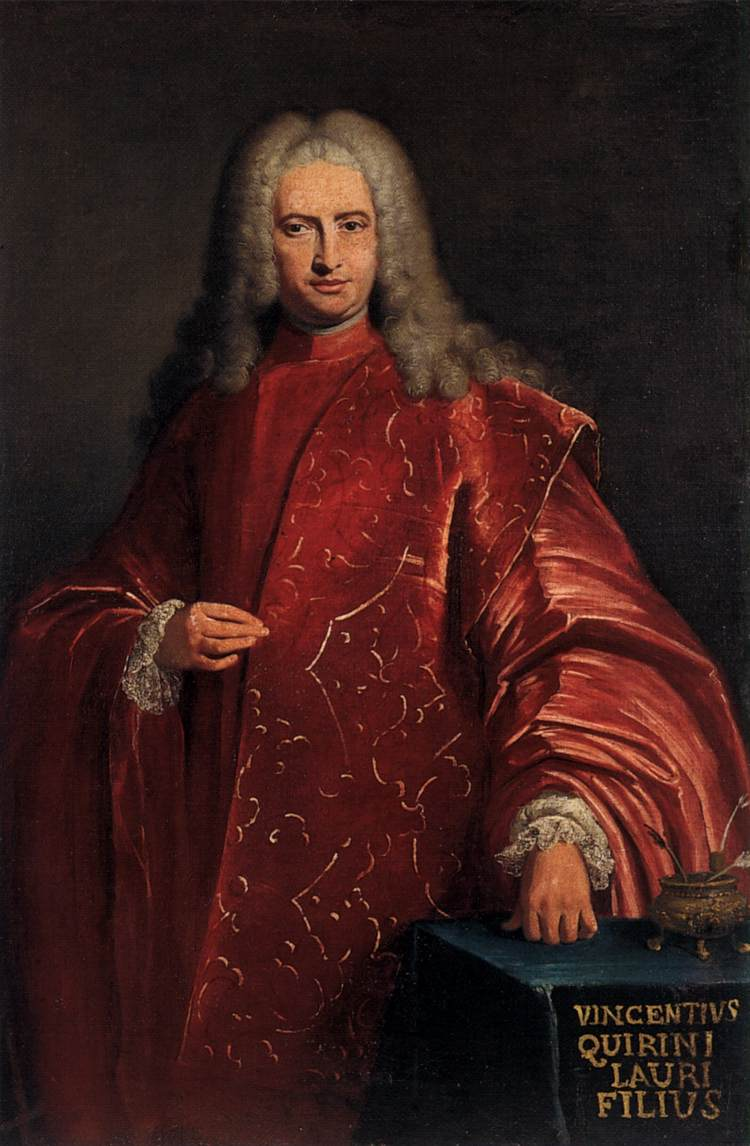
«Портрет Вінченцо Кверіні»